# Explosión de Villa María del Triunfo de 2024
La explosión de Villa María del Triunfo de 2024 fue una explosión provocada por una fuga de gas de un camión cisterna que se abastecía en un grifo de Villa María del Triunfo, distrito perteneciente a la región de Lima Metropolitana en Perú, el 20 de mayo de 2024. La explosión dejó a 2 personas fallecidas y 54 heridos. Esta explosión afectó a casas, vehículos y centros comerciales cercanos al grifo. Los afectados por la explosión recibirán un bono de 500 soles, aprobado por el Ministerio de Vivienda y la Municipalidad de Villa María del Triunfo. También el Grupo Empresarial Espinoza S.A. (GESA), encargado del grifo, logró unos 282 acuerdos de indemnización a los afectados, por lo ocurrido.Posteriormente, el grifo fue clausurado de forma definitiva.

## Causas y hechos
Minutos antes de las 4:30 pm, un camión cisterna se estacionaba en la planta de abastecimiento de gas natural del grifo Espinoza, administrada por Primax y el Grupo Empresarial Espinoza S.A. (GESA), empresas pertenecientes al Grupo Romero, ubicada cerca al Óvalo de José Gálvez, por el cruce de la Avenida Lima y la Avenida Pachacútec. El camión estaba siendo abastecido de GNV. Minutos posteriores, varios vehículos estacionados, entre autos particulares, combis y buses, estaban haciendo fila para poder recargarse de combustible. El camión y la planta de abastecimiento estaban paralelos a los vehículos. Por una mala manipulación de las válvulas de un galón de gas de 46 kg, provocó una gran explosión, que originó la explosión de otros galones de gas. Rápidamente, una nube de polvo se formó alrededor del grifo y la onda expansiva provocó un estruendoso ruido que causó destrozos en viviendas y vehículos cercanos. Tres depósitos de gas que estaban siendo abastecidos en el camión "despegaron" de forma similar a un misil, derribando paredes del grifo y la de un hostal y vivienda aledaña. Los heridos, los cuales estaban ya aturdidos por la explosión, intentaban de ponerse a buen recaudo o rescatar y trasladar sus vehículos estacionados en el grifo, ante el rumor de otra explosión más fuerte, que terminaría con deflagración y la expansión de la humedad. La fuga de gas persistía y serenos del lugar cercaron la zona para evitar nuevos incidentes. En la noche, se realizó el corte de luz temporal a las zonas aledañas al grifo para evitar otro desastre mayor. Los vecinos afectados tuvieron que dormir en las calles, cuidando sus viviendas y evitar ser víctimas de saqueos.Los heridos fueron llevados al Hospital María Auxiliadora y Hospital de Emergencias de Villa El Salvador. Al día siguiente, estos heridos fueron dados de alta.

## Consecuencias y daños

### Daños materiales
La explosión causó destrozos en un radio de 500 metros del grifo. Esto ocasionó que las fachadas de las casas aledañas al grifo se dañen notoriamente. También causó destrozos en los establecimientos comerciales Vega y MegaPlaza Express, ubicados a unos 30 metros frente al grifo. Tras una revisión de la Municipalidad de Villa María del Triunfo, se pudo conocer que 3 viviendas están declaradas inhabitables y más de 200 afectadas.También fue afectado el colegio Juan Valer Sandoval, con daños notables en su infraestructura.

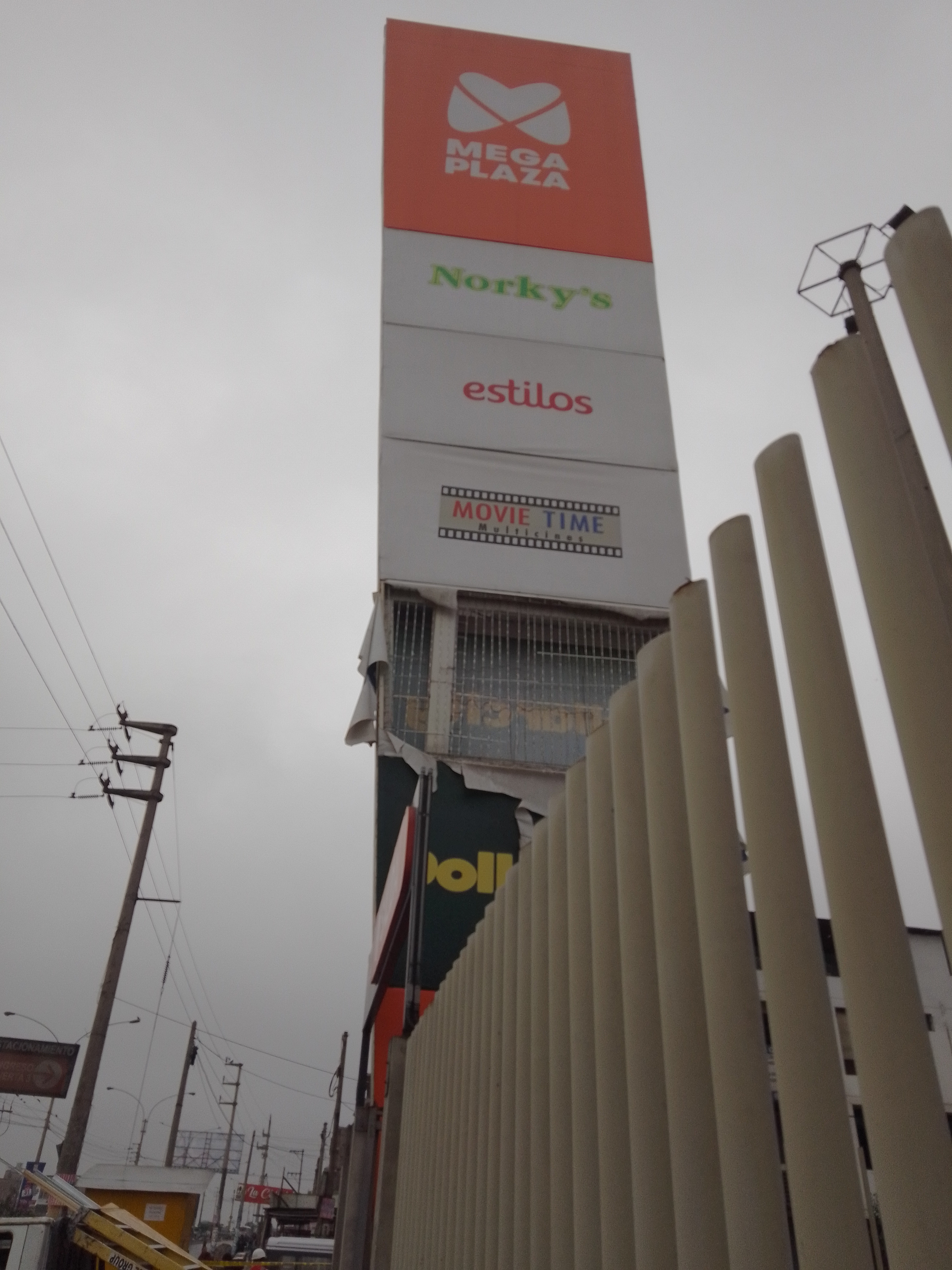
Torrecilla publicitaria del centro comercial MegaPlaza Express de Villa El Salvador afectada por la explosión.
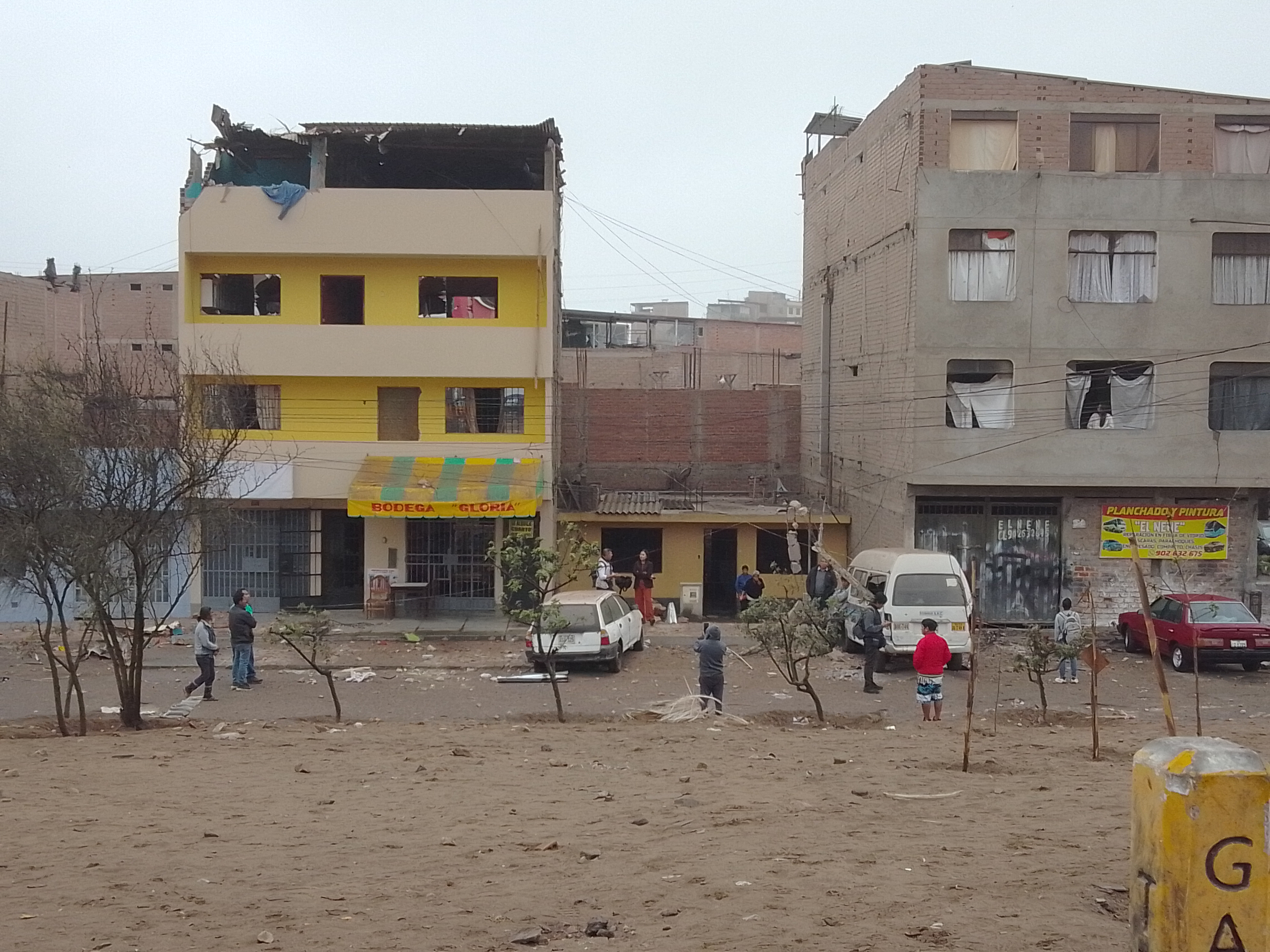
Ventanas y estructuras de casas afectadas por la explosión.
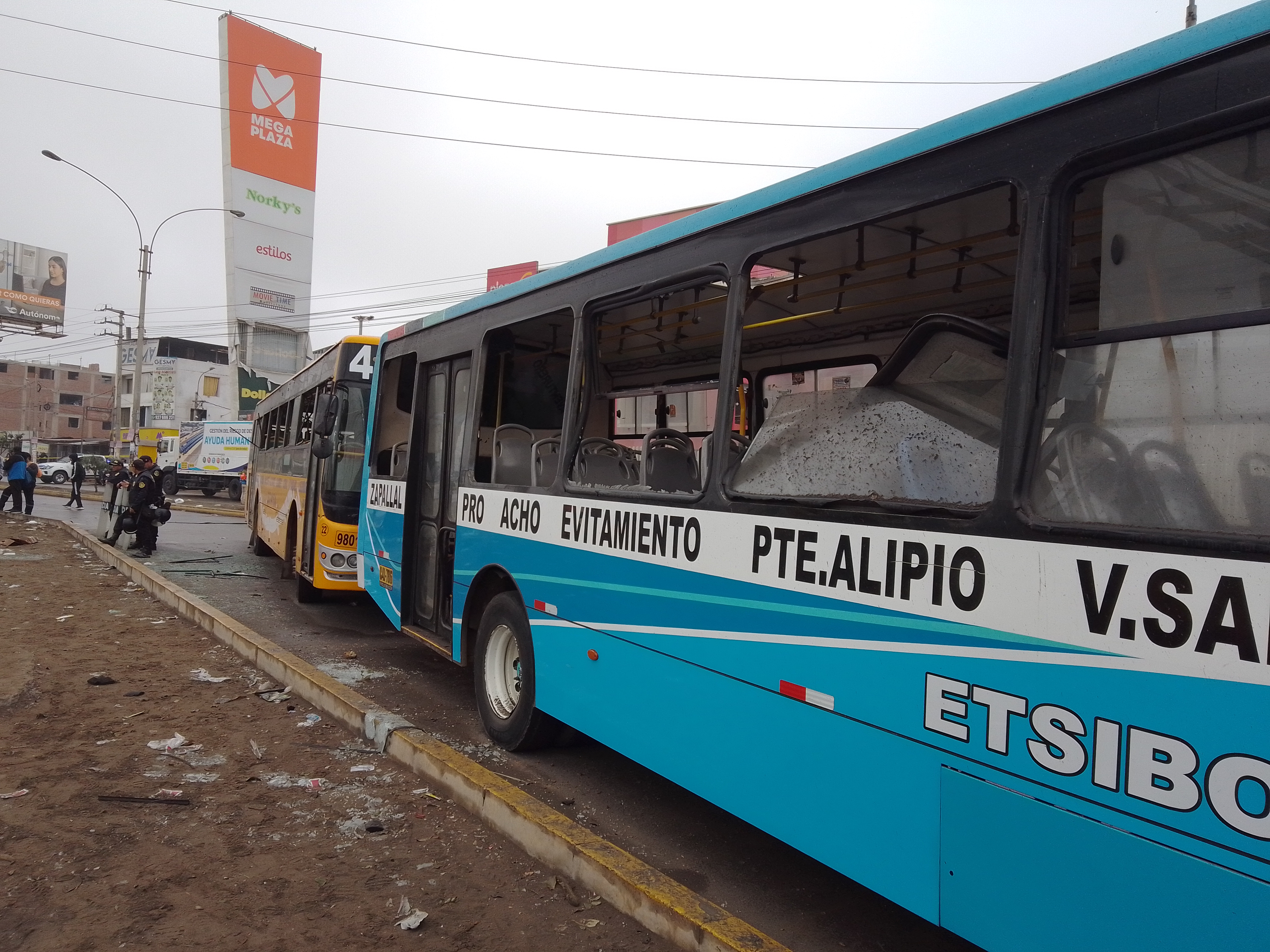
Buses de las rutas 9801 y 8209 con las ventanas destrozadas, producto de la explosión.
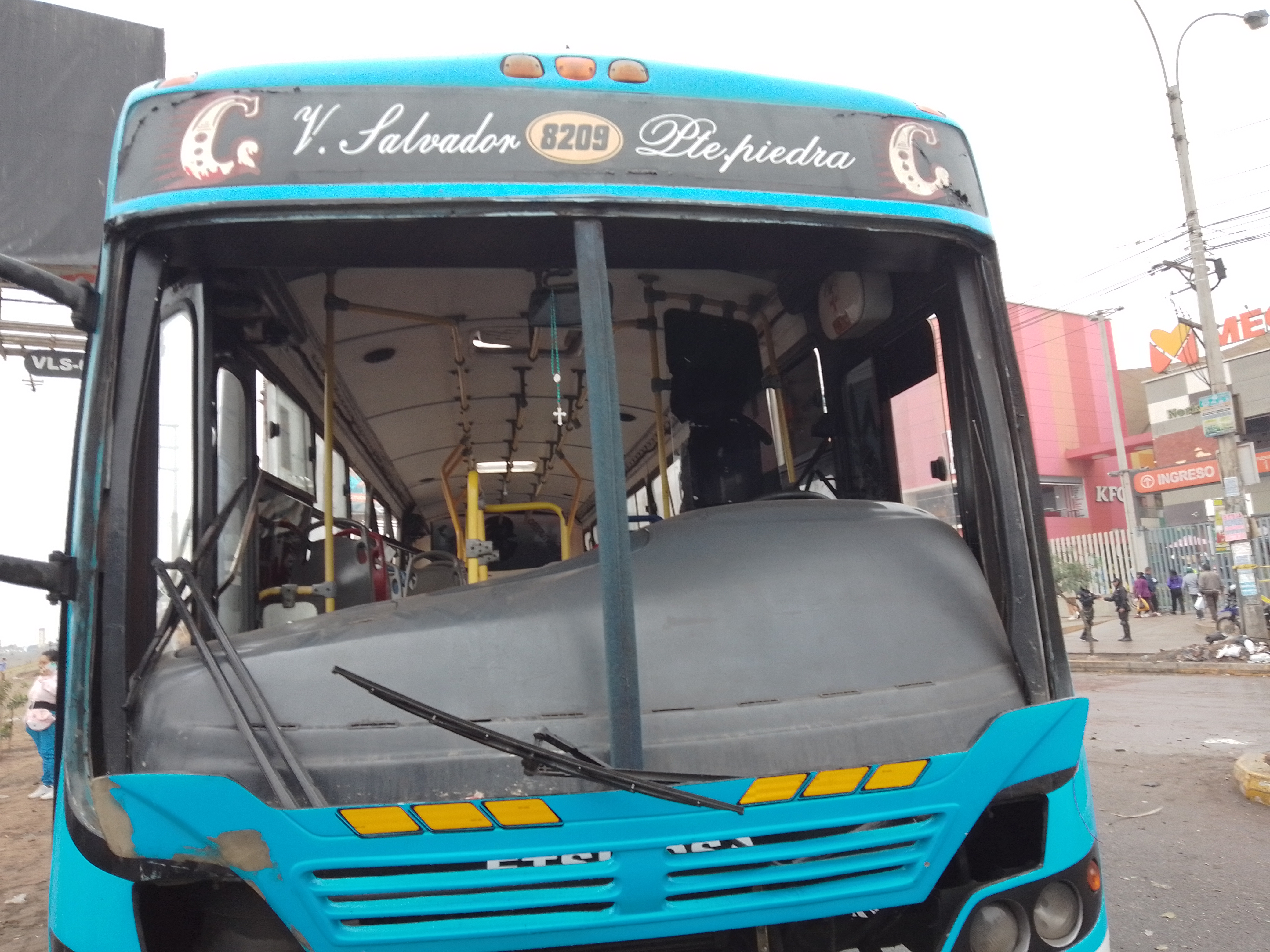
Bus de la ruta 8209 sin el parabrisas delantero y con los limpiaparabrisas dañados, producto de la explosión.
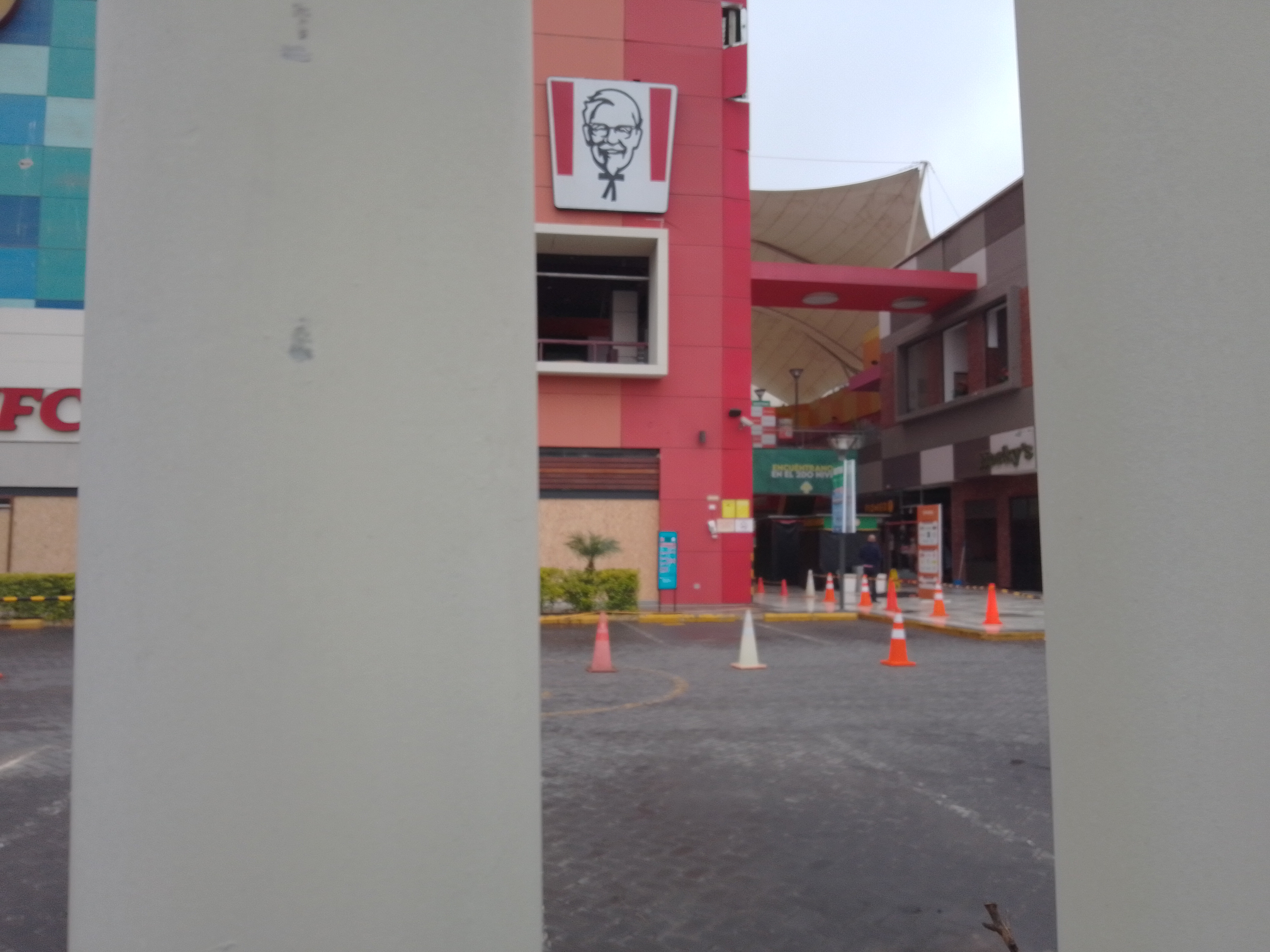
Fachada de MegaPlaza Express sin las mamparas de vidrio. Estas fueron destrozadas por la explosión.
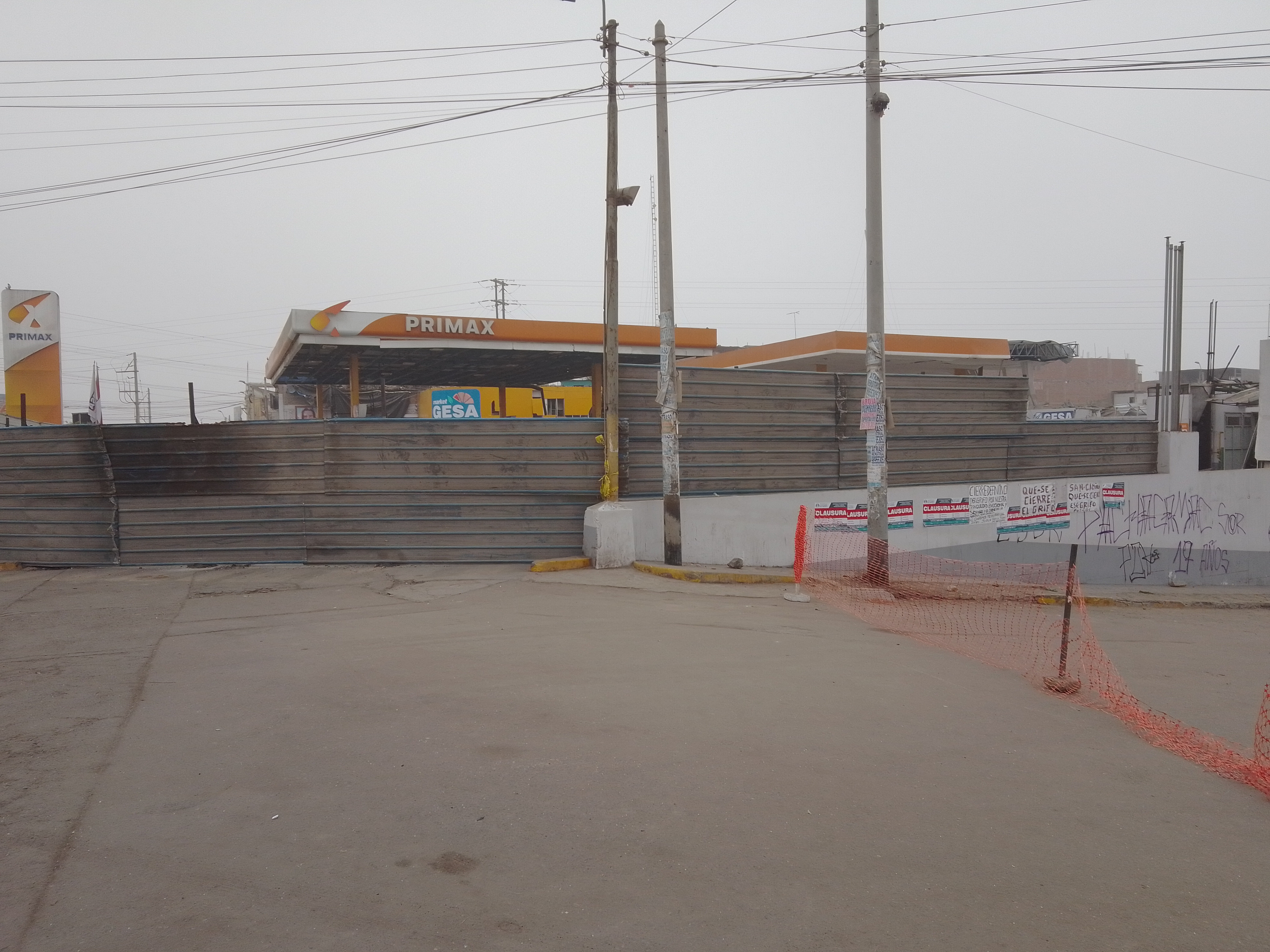
Imagen del grifo cerrado, tapado con portones. A un costado, la orden de suspensión por la Municipalidad de la jurisdicción y carteles alusivos al cierre definitivo del grifo.
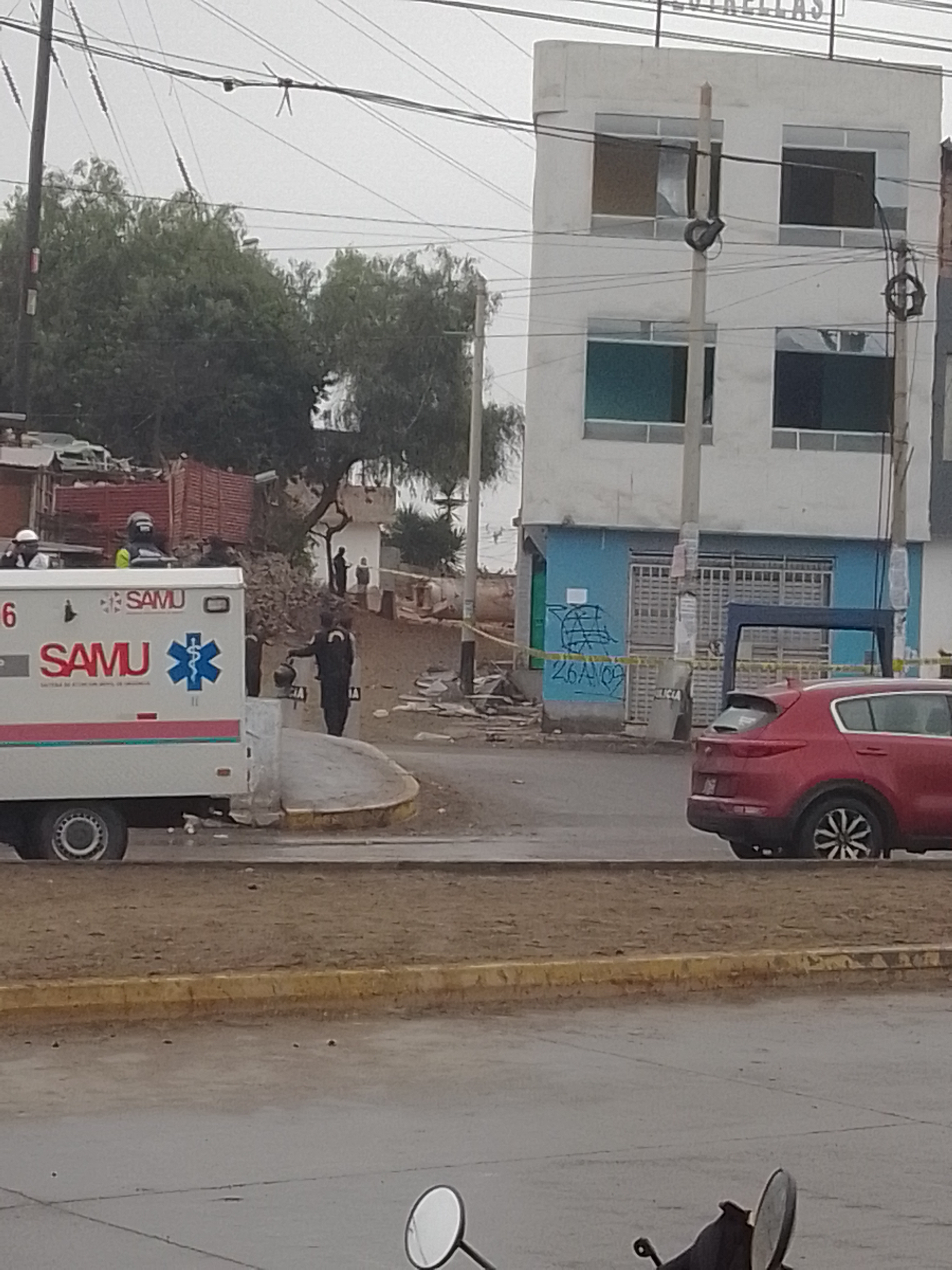
Tanque de gas en una calle cercana al grifo. Este despegó por la explosión, destruyendo y atravesando parades hasta terminar allí.

## Reacciones
La población principalmente protestó en contra del funcionamiento del grifo, debido a que no es la primera vez que ocurre fugas de gas en el establecimiento, lo cual hacía peligroso la seguridad de las viviendas cercanas. Estas fugas ya habían sido alertadas por los propios vecinos.
La esposa del único fallecido confirmó lo mismo, que ya hubo fugas anteriores en el grifo, y su esposo reportó a la empresa una de estas fugas. Por ello le pidió que deje aquel trabajo por la inseguridad provocada por las fugas.Esto hace ver una falta de supervisión correcta al momento de manipular válvulas al abastecer de gas natural. A pesar de las declaraciones de la viuda sobre estas fugas ocurridas en el grifo, el Ministerio de Energía y Minas (MINEM) reveló que este grifo no tenía ninguna denuncia por fugas de gas, por lo que el caso tendrá que ser determinado por el Organismo Supervisor de la Inversión en Energía y Minería (OSINERGMIM).
La empresa Gas Natural de Lima y Callao S.A. (CALIDDA) dio declaraciones y confirmó que la explosión no originada por el gas natural de sus sistemas de distribución, sino por el gas natural comprimido (GNC) del grifo.
La Asociación de Grifos y Estaciones de Servicios del Perú (AGESP) se pronunció ante el hecho. Afirmaron que la explosión se produjo en la planta de compresión de gas natural del grifo, no en la estación de servicios en sí.Además instó a las autoridades a realizar las investigaciones correspondientes.

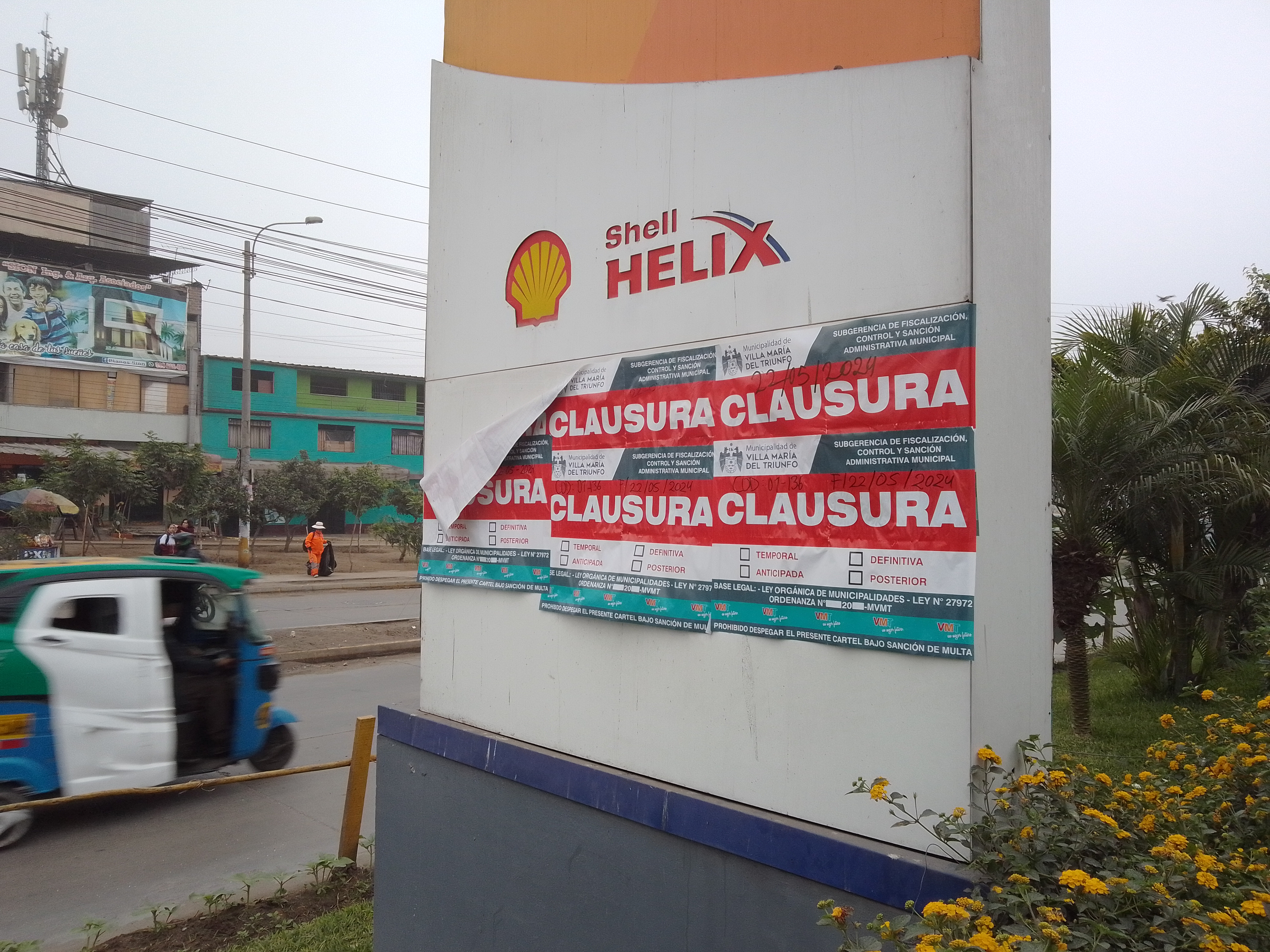
Pegatina de la Municipalidad de Villa María del Triunfo pegada en el frontis del grifo indicando la clausura del establecimiento.

El 22 de mayo, el Ministerio Público y la Fiscalía Provincial Penal Corporativa de Villa María Del Triunfo (VMT) abrieron una investigación preliminar contra los responsables del grifo. Esto es investigado por la presunta comisión del delito contra la seguridad pública en la modalidad de peligro común, producción de peligro común con medios catastróficos agravado, en agravio de la sociedad y por los fallecidos.
Wilson Soto, presidente de la comisión de Defensa del Consumidor del Congreso de la República detalló que citarán a una sesión extraordinaria al ministro de Energía y Minas, Rómulo Mucho Mamani para que responda sobre la explosión del grifo. También informó que llamarán al presidente del Organismo Supervisor de la Inversión en Energía y Minería (Osinergmin), Franco Chambergo y al alcalde del distrito de Villa María del Triunfo, Eloy Chávez.
El grifo fue clausurado definitivamente por la Municipalidad de Villa María del Triunfo. La entidad exhortó a Primax y GESA, responsables del grifo Espinoza, a cubrir los gastos ocasionados a las viviendas y la activación de la póliza.El Organismo Supervisor de la Inversión en Energía y Minería (OSINERGMIN) indicó el borrado del grifo de las inscripciones en los Registros de Hidrocarburos de la entidad.
Posteriormente, el Grupo Empresarial Espinoza S.A. (GESA), mediante un comunicado, indicó que se hará cargo de todos los daños realizados por la explosión. Indicaron que están colaborando con la red de asistencia que brinda a los afectados ayuda humanitaria.
Desde el día 16 de julio, en el grifo fue instalado un cartel en donde afirma que las personas que intenten realizar actos de mala fe en el frontis del grifo serán denunciadas ante el Ministerio Público.

### Sanitaria
Dos días después de la explosión, el Ministerio de Salud (MINSA), a través de la Dirección de Redes Integradas de Salud (DIRIS) de Lima Sur instaló carpas para atender a los vecinos afectados. Allí se brindó asistencia médica y psicológica a los residentes.

### Bonos
El presidente del Consejo de Ministros (PCM), Gustavo Adrianzén, informó que se declarará estado de emergencia por 30 días, por medio de un decreto de urgencia, en los distritos aledaños al grifo, que son Lurín, Distrito de Villa María del Triunfo, Villa El Salvador y Pachacámac. Luego de ello, el Instituto Nacional de Defensa Civil (INDECI) actuará coordinadamente con otras instituciones como la Policía Nacional, Cuerpo General de Bomberos, Municipalidades y otros; además de autorizar al Ministerio de Vivienda, Construcción y Saneamiento otorgar bonos a los afectados de la explosión, considerando el grado de afectación de sus viviendas, según explicó en una conferencia de prensa. Esto será aparte de la reparación económica que tendrán que dar los responsables del grifo, por medio de la póliza de seguros. Este bono será de 500 soles.
Posteriormente, la Municipalidad de Villa María del Triunfo aprobó una donación de más de 200 mil soles para brindar ayuda humanitaria urgente para proteger a los redientes del frío intenso limeño. Los afectados serán empadronados, presentando ciertos requisitos. También se brindará un bono adicional exclusivamente a las familias de los dos fallecidos y a las 3 viviendas más afectadas.
El Grupo Empresarial Espinoza S.A. (GESA), encargado del grifo, comenzó el empadronamiento de los afectados para recibir una indemnización.Por el momento, se lograron 282 firmas de acuerdos de indemnización con los afectados.